# Bitva u Bedriaka
Bitva u Bedriaka je označení pro dvě bitvy, které se odehrály v roce 69 n. l. poblíž vesnice Bedriacum (nyní Calvatone), asi 35 kilometrů od města Cremona v severní Itálii. Boje ve skutečnosti probíhaly mezi vesnicí Bedriacum a Cremonou. Bitvám se někdy říká „první Cremona“ a „druhá Cremona“.

## První bitva
Římský císař Marcus Salvius Otho za podpory a pomoci pretoriánské gardy nechal v lednu roku 69 n. l. zavraždit svého předchůdce císaře Galbu a sám se prohlásil císařem.
Legát Aulus Vitellius, guvernér provincie Dolní Germánie, si ovšem také dělal nárok na císařský trůn, a rozhodl se pochodovat se svými legiemi na Řím. Vitelliovy síly tvořily: 21. legie Rapax, 5. legie Alaudae a mocné vexillatione (detašované jednotky v síle jedné nebo několika kohort) sestavené z legií umístěných na Rýně a z římských spojenců z řad batavských pomocných sil, což dohromady čítalo kolem 70 000 mužů; byly rozděleny do dvou armád, jedné velel Aulus Caecina Alienus a druhé Fabius Valens. Armáda pod velením Caeciny překročila Alpy průsmykem svatého Bernarda a dostala se na území severní Itálie. Caecina Alienus zaútočil na Piacenzu, ale jeho jednotky byly odraženy posádkou císaře Othona. Caecina byl přinucen k návratu do Cremony, kde čekal na příchod Valentovy armády.
Císař Otho opustil Řím 14. března a pochodoval na sever naproti Vitelliově armádě. Císařův bratr Titianus dostal na starost obranu Říma. Císař si základnu vybudoval v Brixellu (dnešní Brescello). Jeho armádu tvořily: 1. legie Adiutrix, 13. legie Gemina, část 14. legie Gemina, pretoriánská garda a gladiátoři. Mezi jeho veliteli byl i generál Gaius Suetonius Paulinus, který jako guvernér římské provincie Británie porazil před osmi lety královnu Boudiccu. Otho se přesto rozhodl povolat svého bratra Titiana z Říma a jmenoval ho vrchním velitelem.
Než Titianus dorazil, jedno střetnutí již bylo vybojováno. Caecina se pokusil přepadnout Locus Castorum, vesnici zhruba na půli cesty mezi Bedriakem a Cremonou na Via Postumia. Armáda císaře Othona byla včas varována a pochodovala na Locus Castorum v čele se Suetoniem Paulinem. Císařští byli v boji úspěšnější a Caecinova armáda se stáhla zpět do Cremony. Zde se k nim připojila Valentova armáda, která už dorazila delší trasou přes Galii.
Titianius dorazil z Říma a převzal velení. Rozhodl pochodovat na Cremonu a tam svést bitvu. S jeho rozhodnutím nesouhlasil ani Paulinus, ani další generálové. Radili počkat, až dorazí další legie. Otho zatím v Brixellu čekal na výsledek. Dne 14. dubna se obě armády setkaly na Via Postumia, blíže Cremoně než Bedriaku, přičemž císařští vojáci byli po dlouhém pochodu již unaveni. Některé z nejtěžších bojů proběhly mezi Othonovou 1. legií Adiutrix, která před nedávnem vznikla z námořní pěchoty Classis Ravennas umístěné v Ravenně, a Vitelliovými válečnými veterány 21. legie Rapax. Legie Adiutrix bojovala chrabře a dokonce ukořistila zástavu 21. legie – orla – a její velící důstojník byl zabit ve snaze získat zástavu zpět. Jinde na bojišti byla Othonova 13. legie poražena Vitelliovými legiemi a 1. legie Adiutrix nakonec ustoupila po bočním útoku Batavů. Podle římského historika Cassia Diona bylo v bojích zabito asi 40 000 mužů. Císařští vojáci uprchli zpět do svého tábora v Bedriaku, druhý den se vzdali a složili přísahu věrnosti Vitelliovi.
Když se zpráva o porážce dostala do Brixella, mnoho z Othonových vojáků naléhalo, aby císař bojoval dál. Poukazovali na to, že na cestě jsou další posily, ale Otho si vybral raději sebevraždu, než aby způsobil více úmrtí. Byl císařem méně než tři měsíce; Vitellius pokračoval ve svém pochodu na Řím, kde uskutečnil triumfální vstup a byl senátem uznán jako císař.

## Druhá bitva
Mezitím legie umístěné v blízkovýchodních provinciích Judea a Sýrie prohlásily císařem Vespasiana. Tomu v roce 67 císař Nero svěřil zvláštní velení v Judeji, kde bylo jeho úkolem potlačit velké židovské povstání. Vespasiana podporoval také guvernér Sýrie Gaius Licinius Mucianus, proto se další legie z Judeje a Sýrie daly na pochod na Řím pod velením Muciana. 
Než se východní legie mohly dostat do Říma, podunajské legie v provinciích Raetii a Moesii už v srpnu oslavovaly Vespasiana jako císaře. Tři z těchto legií, 3. legie Gallica, 8. legie  Augusta a 7. legie Claudia nejprve stály na straně císaře Othona, avšak po jeho porážce v první bitvě u Bedriaka byly donuceny přísahat věrnost Vitelliovi. Když přišla zpráva o snaze Vespasiana stát se císařem, přešly legie na jeho stranu. Muži přesvědčili i další dvě legie, 7. legii Galbiana a 13. legii Gemina, aby se k nim připojily, což 13. legie Gemina udělala s radostí, zejména proto, že byla jednou z legií, které byly poraženy v první bitvě u Bedriaka. Za trest byli muži z této legie posláni pracovat na stavbě amfiteátrů pro Valenta a Caecinu. Vedeni Markem Antoniem Primem, velícím důstojníkem 7. legie Galbiana, pochodovali na Řím a předstihli i Mucianovu armádu. 
Když se Vitellius doslechl o postupu Marka Prima, vyslal proti němu Caecinu Aliena s mocnou armádou složenou z 13. legie Rapax, 5. legie  Alaudae, 1. legie Italica a 22. legie Primigenia spolu s oddíly ze sedmi dalších legií a pomocných sil. První z legií Marka Antonia Prima dorazila do Verony, ale přestože Caecina Aelinus naléhal na útok proti Vespasianově armádě vedené Markem Antoniem dříve, než dorazí zbytek nepřátel, jeho velitelé to odmítli. Caecina plánoval se Sextem Luciliem Bassem, velitelem Classis Ravennas, podpořit Vespasiana. Jeho vojáci však odmítli uposlechnout jeho velení, zatkli ho a svázali řetězy. Valens, kterého zdržela nemoc, se už vydal z Říma.
Caecinova armáda, již bez svého generála, postupovala na Cremonu. Marcus Antonius byl nyní v Bedriaku a postupoval se svou jízdou směrem ke Cremoně. Dne 24. října se setkali s předvojem Vitelliovy armády mezi Bedriakem a Cremonou. Během následující bitvy Marcus Antonius povolal z Bedriaka své legie; jeho armáda byla v boji úspěšnější a Vitelliovi muži se stáhli do svého tábora mimo Cremonu.
Marcus Antonius postupoval po Via Postumia směrem ke Cremoně. Proti němu stála silná Vitelliova armáda posílená dalšími legiemi včetně 4. legie Macedonica, ovšem stále bez velitele, protože Fabius Valens ještě nedorazil. Nastala noc a bitva stále pokračovala. Markova Antoniova 7. legie Galbiana utrpěla těžké ztráty a na chvíli přišla o orla, ačkoli jeden z jejích setníků později obětoval vlastní život, aby jej získal zpět. Nakonec přece jen jeho síly začaly získávat převahu a zlom nastal po rozednění: Marcus Antonius se svou 7. legiií Gallica sloužil po mnoho let v Sýrii a osvojil si místní zvyk pozdravit jásotem vycházející slunce. Jásot si Vitelliovi muži  špatně vyložili jako vítání posil přicházejících z východu, a ztratili odvahu. Byli zatlačeni zpět do svého tábora, který už kontroloval Marcus  Antonius. Ten poté zaútočil na samotnou Cremonu, která se vzdala, a byla vítěznými jednotkami vypleněna. Marcus Antonius takové jednání příliš neschvaloval a zakázal držení obyvatel města jako otroků, což mělo za následek, že mnohé z obyvatel jejich únosci zavraždili, aby se vyhnuli trestu.
Marcus Antonius pokračoval do Říma, kde byl Vitellius zajat a krátce nato zabit. Vespasianovi se tak uvolnila cesta na trůn těsně před koncem tohoto krvavého roku. 